# هاي سكول ميوزيكال: ذا ميوزيكال: ذا سيريس
هاي سكول ميوزيكال: ذا ميوزيكال: ذا سيريس (بالإنجليزية: High School Musical: The Musical: The Series)‏ هو مسلسل موسيقي دراما أمريكي مبني على سلسلة أفلام هاي سكول ميوزيكال. المسلسل من بطولة أوليفيا رودريغو، جوشوا باسيت، مات كورنيتو صوفيا وايلي. صدر الموسم الأول من المسلسل على منصة ديزني+ في 8 نوفمبر 2019.

## وصلات خارجية
- هاي سكول ميوزيكال: ذا ميوزيكال: ذا سيريس على موقع IMDb (الإنجليزية)
- هاي سكول ميوزيكال: ذا ميوزيكال: ذا سيريس على موقع روتن توميتوز (الإنجليزية)
- هاي سكول ميوزيكال: ذا ميوزيكال: ذا سيريس على موقع ميوزك برينز (الإنجليزية)
- هاي سكول ميوزيكال: ذا ميوزيكال: ذا سيريس على موقع كينوبويسك (الروسية)
- هاي سكول ميوزيكال: ذا ميوزيكال: ذا سيريس على موقع ألو سيني (الفرنسية)
- هاي سكول ميوزيكال: ذا ميوزيكال: ذا سيريس على موقع قاعدة بيانات الفيلم (الإنجليزية)